# Alberto Marzi
Alberto Marzi (Firenze, 13 giugno 1907 – Firenze, 25 gennaio 1983) è stato uno psicologo italiano.

## Biografia
Laureatosi in filosofia nel 1929 all'Università degli Studi di Firenze con una tesi in psicologia sperimentale, ebbe per professori Francesco De Sarlo e Antonio Aliotta e collaborò con Enzo Bonaventura nell'istituto di psicologia della stessa università. Nel 1936 conseguì la libera docenza in psicologia sperimentale, ricoprendo l'incarico all'Università di Bologna. In questi anni si interessò alla psicologia applicata, arrivando a dirigere il Centro di studi sul lavoro di Torino, dove svolse attività di orientamento professionale e riadattamento psicologico dei minorati.
Nel 1947 si laureò all'Università di Modena in scienze naturali con una tesi in fisiologia, mentre nel 1948 divenne professore ordinario di psicologia all'Università statale di Milano. Nel 1949 ottenne la cattedra di psicologia all'Università di Bari, dove fondò l'istituto di psicologia, e venne invitato dalla Fondazione Rockefeller a trascorrere un anno di studi negli Stati Uniti d'America. Le amicizie e i contatti che vi mantenne gli permisero nel 1963 di essere chiamato come professore invitato alle università di Harvard e Berkeley. Con Virgilio Lazzeroni aprì il centro di orientamento professionale di Siena.
Svolse un ruolo di primo piano nell'affermazione della psicologia applicata e del lavoro in Italia.
È sepolto nel Cimitero Monumentale della Misericordia dell'Antella, Comune di Bagno a Ripoli, provincia di Firenze.

## Opere
- La psicologia come ricerca autonoma, Firenze, Editrice Universitaria, 1945
- La perizia psicologica nello studio della testimonianza, Firenze, Editrice Universitaria, 1949
- Problemi ed esperienze di psicologia del lavoro, Firenze, Editrice Universitaria, 1953
- Psicologia del lavoro, Firenze, Editrice Universitaria, 1953
- Psicologia ed educazione (con Mario Valeri), Bologna, Malipiero, 1956
- La personalità nell'età evolutiva, Firenze, Sansoni, 1957
- L'orientamento scolastico e professionale in Italia e nel mondo (con Silvano Chiari), Roma, Palombi, 1960
- Problemi ed esperienze di psicologia giudiziaria, Firenze, Editrice Universitaria, 1963